# Actinote limbata
Actinote limbata är en fjärilsart som beskrevs av Jordan 1913. Actinote limbata ingår i släktet Actinote och familjen praktfjärilar. Inga underarter finns listade i Catalogue of Life.